# チャクペ〜相棒〜
『チャクペ〜相棒〜』は韓国のテレビドラマ。2011年2月7日から5月24日までMBCで放送された。全32話。

## 概要
朝鮮時代末期、同日同時刻に生まれた2人の男児が入れ代わり、両班、賎民という互いに違う身分に属しながら運命の出会いをし成長するドラマである。従来の時代劇とは異なり庶民を中心とした描写で繰り広げられる。主演はチョン・ジョンミョン、イ・サンユン。

## 出演
チョンドゥン：チョン・ジョンミョン
ギドン：イ・サンユン
ドンニョ：ハン・ジヘ
ダリ：ソ・ヒョンジン
マクスン：ユン・ユソン
キム進士：チェ・ジョンファン
チャン親分：イ・ムンシク
セドル：チョン・インギ

## スタッフ
- 脚本：キム・ウンギョン
- 演出：キム・グノン、イム・テウ
- 制作：MBC、PAN ENTERTAINMENT